# Хаа-Дхаалу
Атолл Хаа-Дхаалу (мальд. ތިލަދުންމަތީ ދެކުނުބުރި), или атолл Южный Тхиладхунматхи,  — административная единица Мальдивских островов. Административный центр атолла Хаа-Дхаалу располагается на острове Кулхудуффуши.

## Административное деление
Хаа Алифу, Хаа Даалу, Шавийани, Ноону, Раа, Баа, Каафу, и т. д. являются буквенными обозначениями, присвоенными современным административным единицам Мальдивских островов. Они не являются собственными названиями атоллов, которые входят в состав этих административных единиц. Некоторые атоллы разделены между двумя административными единицами, в другие административные единицы входят два или более атоллов. Порядок буквенных обозначений идет с севера на юг по буквам алфавита тана, который используется в языке дивехи. Эти обозначения неточны с географической и культурной точки зрения, однако популярны среди туристов и иностранцев, прибывающих на Мальдивы. Они находят их более простыми и запоминающимися по сравнению с настоящими названиями атоллов на языке дивехи (кроме пары исключений, как, например, атолл Ари).

## Обитаемые острова
В состав атолла Хаа-Дхаалу входят 14 островов, имеющих постоянное местное население: Финей, Ханимаадхоо, Хиримарадхоо, Кулхудхуффуши, Кумундхоо, Кунбурудхоо, Макунудхоо, Куринби, Наиваадхоо, Неллаидхоо, Нейкурендхоо, Нолхиварам, Нолхиваранфару и Ваикарадхоо.

## История
До 6 мая 1992 года административным центром атолла Хаа-Дхаалу являлся остров Нолхиваранфару.